# Jean de Roblès
Jean de Roblès, aussi appelé Don Juan de Roblès, d'origine portugaise, est un seigneur des Pays-Bas espagnols de la fin du XVIe siècle.
Il fut baron de Billy, seigneur de Santes, Wevelgem, gouverneur et grand bailli de Courtrai, capitaine général des villes et châtelenies de Lille, Douai et Orchies et comte d'Annapes.
Son père, Caspar de Robles dit Caspar de Robles et de Leyte, sieur de Billy, était fils de la nourrice de Philippe II d'Espagne ; il fut page du prince d'Orange, puis colonel d'un régiment d'infanterie, gouverneur de Philippeville en Wallonie. Appuyé par Viglius Van Aytta, il devint gouverneur de la Frise et succomba au siège d'Anvers soutenu par Alexandre de Parme.
Sa mère était Jeanne de Saint-Quentin. Sa femme était Marie de Liedekerke, fille d'Antoine de Liedekerke, vicomte de Bailleul et de Louise de la Barre, baronne de Heule et dame de Mouscron.
Jean de Roblès, gouverneur de Lille, rachète le château de la mairie d'Annappes à Marguerite Le Preud'homme, dont le frère Charles Le Preud'homme, dernier maire et seigneur d'Annappes, est mort sans génération en 1588. Le 19 avril 1605, les archiducs Albert et Isabelle, princes souverains des Pays-Bas espagnols, élèvent la seigneurie d'Annappes en comté au profit de Jean de Roblès, ce qui lui donne le titre de comte d'Annappes,. 
Tout comme son épouse, Jean de Roblès était très favorable à la Compagnie de Jésus, dont il contribua au développement. On sait notamment que Jean de Roblès a conseillé les Jésuites de Lille de demander un terrain dans le cadre de l'agrandissement de la ville entamé en 1603. 

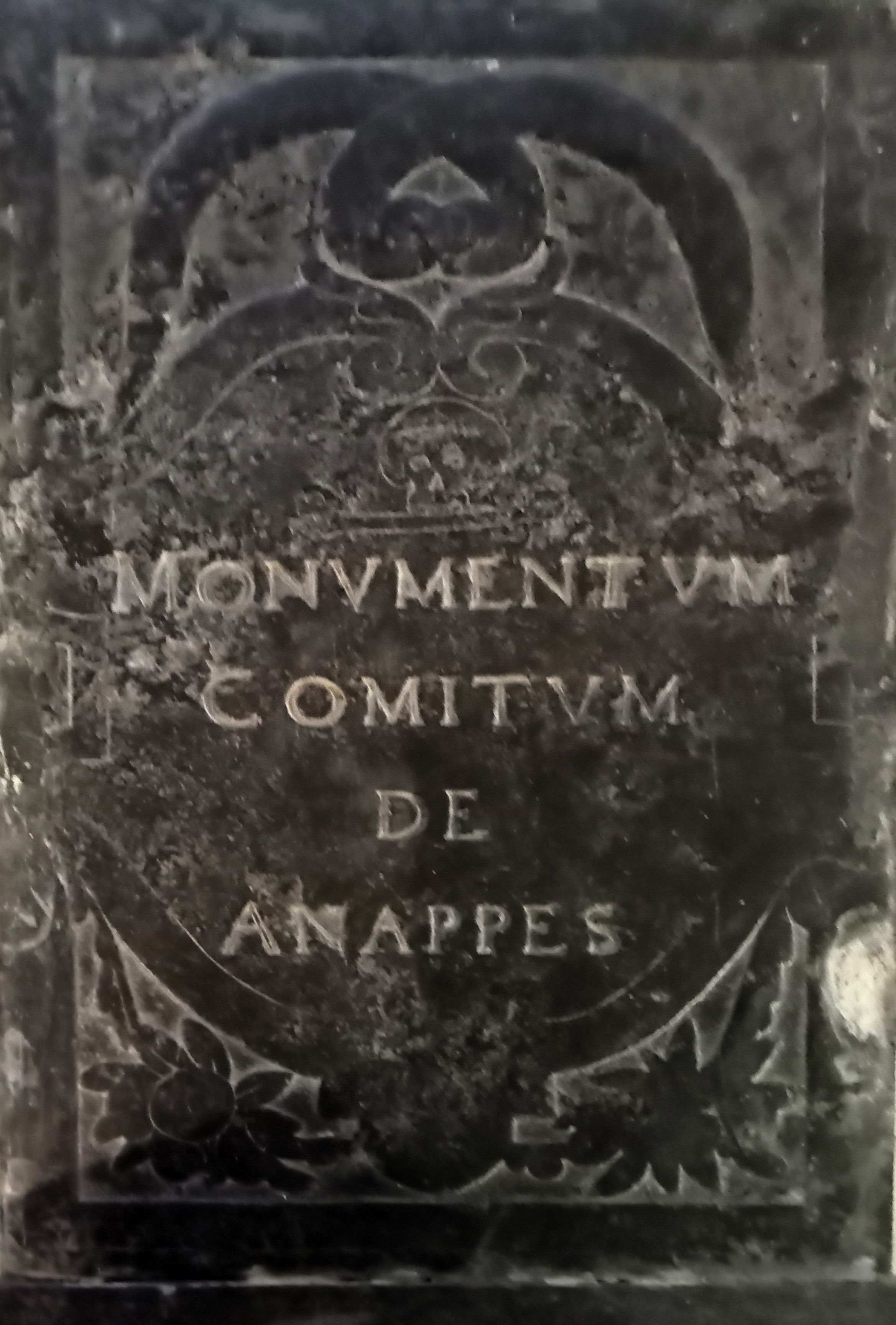
Eglise St Sébastien pierre tombale du premier comte d'Annappes Jean de Roblès

Il meurt en 1621. Il est inhumé dans l'église Saint-Sébastien d'Annappes auprès de sa mère,. Le comté resta dans la famille de Roblès jusqu'à ce qu'elle s'éteigne sans alliance en 1710. La comté d'Annappes passa alors à la famille de Lannoy par donation d'Antoinette de Roblès à son mari Robert Lamoral, comte de Lannoy.